# Chigozie Obioma
Chigozie Obioma, né en 1986, est un écrivain nigérian.

## Biographie
Né dans une famille de douze enfants, Chigozie Obioma fait des études supérieures à Chypre, où il obtient une bourse et un poste d'enseignant. Après cela, il publie son premier roman intitulé Les Pêcheurs (The Fishermen). Une année plus tard, il part aux États-Unis, où il reçoit des cours de Creative Writing à l'université du Michigan. Il enseigne aujourd'hui la littérature africaine à l’université du Nebraska à Lincoln.

## Prix et distinction
En 2015, il est finaliste du Prix Booker, pour son roman Les Pêcheurs. Ce roman obtient également le prix du premier roman du Guardian et le prix des nouvelles voix Afrique et Moyen-Orient du Financial Times.

## Œuvres
- Les Pêcheurs (The Fishermen), traduit de l’anglais par Serge Chauvin, Paris, Éditions de l’Olivier, 2015 ; réédition, Paris, Éditions Points no P4615, 2017  (ISBN 978-2-7578-6459-3)[7]
- La Prière des oiseaux (An Orchestra of Minorities, 2019), traduit de l’anglais par Serge Chauvin, Paris, Éditions de l’Olivier, 2020[8]
- La Route qui mène au pays (trad. Mona de Pracontal), Buchet-Chastel, 2025, 496 p. (ISBN 9782283038086)[9]